# Dundee Wanderers
Die Dundee Wanderers (offiziell: Dundee Wanderers Football Club) waren ein schottischer Fußballverein aus Dundee, welcher von 1894 bis 1913 existierte. Die Wanderers wurden als Ergebnis einer Fusion zweier lokaler Vereine gegründet und waren kurzzeitig Mitglied der Scottish Football League. Im Dezember 1894 erlitt der Verein die höchste Niederlage aller Zeiten in der SFL, als es ein 1:15 gegen den Airdrieonians FC gab. Ihre Heimspielstätte war der Clepington Park, der heute als Tannadice Park die Heimat von Dundee United darstellt.

## Geschichte
Die Johnstone Wanderers und der FC Strathmore waren in der Saison 1893/94 beide Mitglieder der Scottish Northern Football League, zogen sich jedoch nach sechs Spieltagen beide zurück. Eine Woche nach dem Rückzug wurde durch die Fusion der beiden Vereine der „Dundonians FC“ gegründet, der noch im selben Monat sein erstes Spiel unter diesem Namen gegen Hibernian Edinburgh bestritt. Da die Medien den FC Dundee oft als „die Dundonians“ bezeichneten, legte dieser einen formellen Einspruch ein, und der neue Verein verwendete stattdessen den Namen „Wanderers“.
Der neue Verein verbrachte die Saison 1894/95 als Mitglied der Scottish Football League in der zweiten Liga und belegte den neunten von zehn Plätzen und damit einen Abstiegsplatz. Der kurze Aufenthalt der Wanderers in der schottischen Liga führte jedoch zu einem Rekord, der immer noch Bestand hat: Die 1:15-Auswärtsniederlage gegen den Airdrieonians FC blieb die höchste Niederlage in der Geschichte der schottischen Liga.
Der Verein verlor im Sommer 1894 den Pachtvertrag für den Clepington Park, weshalb er die erste Hälfte der Saison an der East Dock Street (auch als Harp Athletic Grounds bekannt) spielte. Im Dezember kehrte er in den Clepington Park zurück, konnte sich jedoch für die Saison 1895/96 keine Wiederwahl in die Scottish Football League sichern und trat anschließend der Northern League bei. Er wurde 1900 Meister der Northern League, verlor jedoch 1909 erneut die Pacht im Clepington Park an den neu gegründeten Dundee Hibernian FC (ab 1923 unter dem Namen Dundee United). Nachdem die Wanderers ohne Stadion geblieben waren, mussten sie in der darauffolgenden Saison alle Spiele in den Stadien ihrer Gegner bestreiten. Da es ihnen nicht gelang, eine neue Heimspielstätte zu finden, mussten sie 1910 aus der Northern League austreten und bestritten nur noch Pokalspiele und Freundschaftsspiele. Nachdem der Verein sich einen Pachtvertrag für den St. Margaret’s Park im Stadtteil Lochee gesichert hatte, trat er für die Saison 1911/12 erneut der Northern League bei.
Das letzte Pflichtspiel der Dundee Wanderers war ein schottisches Pokalspiel gegen den FC Arbroath am 7. September 1912, das mit 0:8 verloren wurde.
Im April 1913 wurde der Verein offiziell aufgelöst.

## Vereinsfarben
Der Verein spielte ursprünglich in rot-weißen Trikots mit blauen Hosen. Im Jahr 1898 wechselte der Verein zu kastanienbraunen Trikots mit blauer Schärpe. In den letzten beiden Spielzeiten spielte der Verein in Marineblau und Gold, was ihm den Spitznamen „Wasps“ einbrachte.